# Otello (opera, Rossini)

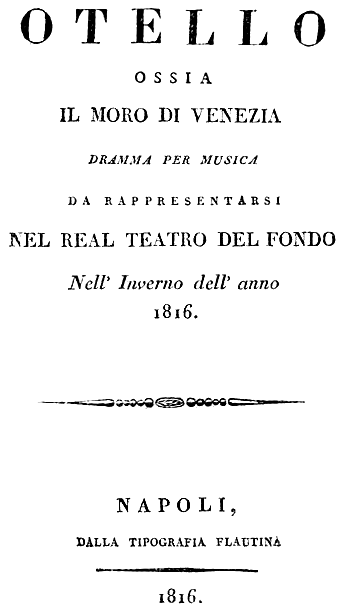
Framsida till librettot, 1816.

Otello ossia Il moro di Venezia (Otello eller Moren från Venedig) är en opera i tre akter med musik av Gioacchino Rossini. Libretto av Francesco Berio di Salsa efter pjäsen Othello ou Le More du Venise av Jean François Ducis (1792) och Giovanni Carlo Baron Cosenzas Otello från 1813. Texten bygger alltså på en fransk översättning av grundhistorien och inte på William Shakespeares drama Othello, då varken Rossini eller di Salsa kände till det engelska dramat.

## Historia
Rossini komponerade Otello omedelbart efter operorna Barberaren i Sevilla (premiär den 20 februari 1816) och La gazzetta (26 september 1816), samt kort före La Cenerentola (25 januari 1817). Operan var ursprungligen tänkt för Teatro San Carlo i Neapel. Men teatern eldhärjades natten mellan den 13 och 14 februari 1816 och projektet fick flyttas över till Teatro del Fondo. Operan uruppfördes den 12 december 1816 och därefter i London 1822 och New York 1826. Berio di Salsas bearbetning av Shakespeares original var omfattande. 
Av förlagan skapade librettisten ett konventionellt triangeldrama där knappt mer än namnen återstår av Shakespears rollkaraktärer. Det hela blev inte bättre av att Rossini några år efteråt (1820) i Rom förmåddes ändra slutet så att Otello tror på Desdemonas ord om att hon är oskyldig och operan avslutas med en kärleksduett lånad från operan Armida. Men samtiden gillade denna version, och det var först sedan Verdi hade skrivit sitt mästerverk som Rossinis opera försvann från repertoaren.

## Personer
- Otello/Othello, en mor i Venedigs tjänst (tenor)
- Desdemona, Otellos älskade (sopran)
- Elmiro (Brabantio hos Shakespeare), hennes far och senator av Venedig (bas)
- Rodrigo, dogens son och Desdemonas avvisade uppvaktare (tenor)
- Iago/Jago, Otellos hemlige fiende (tenor)
- Emilia, Desdemonas förtrogna (sopran)
- Lucio, Otellos förtrogne (tenor)
- Dogen (tenor)
- En gondoljär (tenor)
- Officerare, soldater, folk (kör)

## Handling

### Akt 1
Venedig, i slutet av 1400-talet. Venedigs folk hälsar Otello, som ledare av den venetianska flottan har de besegrat turkarna. Tillsammans med Iago, Rodrigo och Lucio närmar sig Otello Dogen, Elmiro och senatorerna: Venedig har återerövrat Cypern. Som enda belöning för segern säger Otello, som är en mor från Afrika, till dogen att han vill bli venetianare. Dogen accepterar förslaget och Otello jublar, övertygad om att nu finns det inget hinder för att gifta sig med Elmiros dotter, Desdemona. Även Dogens son, Rodrigo, är kär i Desdemona. Rodrigo lämnas ensam tillsammans med Elmiro och Iago, han frågar senatorn om några nyheter om hans dotter. Elmiro som skall springa efter Otello, svarar att hon har hamnat i ett mystiskt tillstånd av nedstämdhet. Rodrigo befarar att Otellos framgång vinner Elmiros beundran. Men Iago avslöjar att han har ett brev som kan förstöra allting för moren. I ett rum i palatset försöker Emilia, Desdemonas förtrogna, trösta Desdemona. Hon är upprörd, ett kärleksbrev som hon har skrivit till Otello, har kommit i hennes faders händer. Elmiro tror däremot att brevet är menat för Rodrigo. För att räkna med Otellos makt, har Elmiro beslutat att ge sin dotter till Rodrigo, Elmiro berättar för den unge mannen att han skall informera Dogen och Iago, så att de kan förbereda festligheterna. Han kallar in sin dotter och säger till henne att göra sig i ordning för ceremonin. Hon när hoppet att hennes fader efter Otellos seger bestämt sig för att de två skall gifta sig. Sedan i en magnifik sal i palatset, ber Elmiro Desdemona att gifta sig med Rodrigo istället. Hon tvekar och sviker. Plötsligt framträder Otello och avbryter ceremonin och säger att Desdemona redan är hans hustru, Desdemona bekräftar hans påstående till allas förfäran.

### Akt 2
I Elmiros hus. Rodrigo försöker tala med Desdemona men hon talar om att hon redan är gift med Otello. Rodrigo planerar sin hämnd. Desdemona berättar för Emilia om vad som har hänt och de försöker lista ut vad Rodrigo planerar för hämnd och hindra planen. Otello i sin trädgård i sitt hus, han ångrar sitt beteende och ilska över Desdemona och undrar hur han ska närma sig henne. Iago anländer, som gör märkliga anspelningar och ger Otello Desdemonas brev, Iago får honom att tro att den är för Rodrigo. Rasande, svär Otello att han skall hämnas på Desdemona och Rodrigo medan Iago jublar. Rodrigo kommer in och utmanar Otello på en duell. Han accepterar gladeligen men Desdemona försöker stoppa dem. Hon manar dem bägge till lugn, men Otello vänder henne ryggen och Rodrigo tänker endast på hämnd, till slut lämnar Otello och Rodrigo platsen men lämnar Desdemona ensam kvar, som svimmar. Emilia kommer till hennes räddning och när hon återfår medvetandet är hon mycket upprörd över för vad som kan hända Otello och räds för hans liv. En kör av jungfrur och förtrogna försäkrar henne att Otello lever och är i säkerhet. Desdemonas lättnad är inte långlivad, Elmiro anländer och bittert närmar han sig henne. Fåfängt ber hon sin fader om förlåtelse.

### Akt 3
Desdemona gråter desperata tårar i sin sängkammare medan Emilia försöker trösta henne. Plötsligt hör de en gondoljär som sjunger en sorgsen sång: Ej större smärta finnes än att tänka åter på förfluten sällhet i olyckstid. Desdemona känner sig olustig och påminns om hennes vän Isaura som dog för kärleken. Efter att ha sänt iväg Emilia ber Desdemona en bön, hon ber himmelen att ge tillbaka hennes älskade eller låta henne dö och kastar sig sedan i sängen och drar för draperiet. Otello kommer tyst in i rummet genom en hemlig dörr, hållande en lampa och en dolk. Att se sin hustru sova gör att han vacklar, tärd mellan kärleken till henne och törsten på hämnd. Desdemona kallar på sin älskare och, mitt i åskvädret, vaknar hon upp och ser Otello. Han anklagar henne men hon förklarar sig oskyldig, han tror henne inte och säger till henne att Iago har dödat Rodrigo. Desdemona påminner sig själv om att ha kallat Iago förrädare. Stormstyrkan har nu ökat sin kraft. Otello kastar sig över Desdemona och sticker dolken i henne och hon dör. Det knackar på dörren, det är Lucio som berättar för Otello att Rodrigo har dödat Iago, innan han dog avslöjade han sitt bedrägeri. Otello är nu desperat, Dogen kommer in och lovar honom sin förlåtelse, Elmiro talar om för Otello att han har tillåtelse att gifta sig med Desdemona. Rodrigo erbjuder Otello sin vänskap. Förstummad drar Otello undan draperiet till Desdemonas säng och visar upp hennes döda kropp och Otello begår självmord med samma dolk.

## Om operan

### Orkestern
- Träblås: 2 flöjter (alternerande piccolaflöjt), 2 oboer, 2 klarinetter, 2 fagotter
- Bleckblås: 2 horn (4 horn i ouvertyren), 2 trumpeter, 3 basuner
- Pukor
- Harpa
- Stråkar

### Musiknummer
- Sinfonia (ouvertyr)

Akt I
- Nr. 1. Introduktion (Kör): "Viva Otello, viva il prode" (Scen 1)
- Nr. 2. Cavatina (Otello): "Ah! sì, per voi già sento" (Scen 1)
- Nr. 3. Duett (Jago, Otello): "No, non temer, serena" (Scen 3)
- Nr. 4. Scen: "Inutile è quel pianto" (Scen 4) 
  - Duettino (Emilia, Desdemona): "Vorrei, che il tuo pensiero" – "Quanto son fieri i palpiti" (Scene 4)
- Nr. 5. Kör: "Santo imen! te guida amore" (Scen 11) 
  - Final I: "Nel cuor d’un padre amante" (Scen 12)
  - Terzett (Rodrigo, Desdemona, Elmiro): "Ti parli l'amore" (Scen 12)
  - Otellos entré: "L'ingrata, ahimè che miro" (Scen 13)
  - Kör: "Incerta l'anima" (Scen 13)

Akt II
- Nr. 6. Aria (Rodrigo): "Che ascolto? ahimè, che dici?" – "Ah, come mai non senti" (Scen 1)
- Nr. 7. Scen (Otello): "Che feci?... ove mi trasse" (Scen 5) 
  - Duett (Jago, Otello): "Non m'inganno; al mio rivale" – "L'ira d'avverso fato" (Scen 6)
- Nr. 8. Terzett (Rodrigo, Otello, Desdemona): "Ah vieni, nel tuo sangue" (Scen 8)
- Nr. 9. Aria (Desdemona): "Che smania. Ohimè! che affanno?" (Scen 10) 
  - Final II: "Qual nuova a me recate?" (Scen 11)

Akt III
- Nr. 10a. Scen (Emilia): "Ah! / Dagli affanni oppressa" (Scen 1) 
  - Gondoljärsång: "Nessun maggior dolore" (Scen 1)
- Nr. 10b. Videvisan (Desdemona): "Assisa a' piè d'un salice" (Scen 1) 
  - Bön (Desdemona): "Deh calma, o ciel, nel sonno" (Scen 2)
- Nr. 10c. Otellos avsked: "Eccomi giunto inosservato" (Scen 3)
- Nr. 10d. Duett (Desdemona, Otello): "Non arrestare il colpo" (Scen 3)
- Nr. 10e. Final III: "Che sento... Chi batte?" (Scen 3)

### Musiken
Anmärkningsvärt är att Rossini skrev alla de tre manliga huvudrollerna (Otello, Rodrigo och Jago) för tenor. Senare skulle rollen som Otello även komma att sjungas av sopraner. 1831 sjöng Maria Malibran rollen jämte Wilhelmine Schröder-Devrient som Desdemona.
- I ouvertyren lånade Rossini material från såväl Il turco in Italia som Sigismondo.
- Slutpassagen i Emilias/Desdemonas duett i akt I ("Quanto son fieri i palpiti") kommer från Aureliano in Palmira.
- Terzetten ("Ti parli l'amore") i första finalen härstammar från L'equivoco stravagante.
- Huvudtemat i slutet av Otellos/Rodrigos duett i akt II ("L'ira d’avverso fato") bygger på arian "Ah qual voce" från Torvaldo e Dorliska.
- I slutscenen använde sig Rossini av de sista takterna till inledningen av cavatinan "Fra un istante a te vicino" från Torvaldo e Dorliska.

### Librettot
Berios libretto avviker väsentligt från Shakespeares Othello. Handlingen förlades från Cypern till Venedig och Shakespeares karaktärer behöll inte mer än sina namn. Lord Byron bevistade en föreställning i Venedig 1818 och skrev:
Ni har korsfäst Othello - musiken bra, om än sorgsen - men orden! ... alla scenerna med Jago strukna och istället de värsta befängdheter.
Stendhal hörde operan 1817 och skrev:
Den bedrövlige librettisten måste vara ett geni som har förmått att reducera en av de bästa tragedierna till ett sådant avskyvärt stycke. Å andra sidan har Rossini hjälpt honom så gott han kunnat med musiken.
Giacomo Meyerbeer skrev den 17 september 1818 från Venedig:
De gamla operabesökarna uttalar redan ordet Fiasko, särskilt då de fick reda på att tredje akten endast innehöll tre nummer, varav två (en romans och bönen) till råga på allt var korta. Och ändå har dessa två stycken inte kunnat rädda opera utan bragt den till en katastrof som man inte skådat de sista 20 åren.